# 備前長船刀剣博物館
備前長船刀剣博物館（びぜんおさふねとうけんはくぶつかん）は、岡山県瀬戸内市長船町長船にある刀剣を展示している博物館。元々は長船町立博物館として設立されたが、長船町、邑久町、牛窓町の合併に際して刀剣に特化した博物館を設立すべく、平成16年（2004年）に工房を増設してリニューアルした。
2020年現在は、主に備前国にて制作された備前刀を展示している。

## 沿革
昭和56年（1981年）頃の天王社刀剣の森では、刀剣の展示会を開催する機運が高まっていた。これは備前長船の発祥の地であることや付近に刀匠の菩提寺である西方寺慈眼院の所在、岡山県重要無形文化財技術保持者である刀匠の今泉済の移住が理由として挙げられていた。展示にあたり盗難と湿気を回避するため、常設博物館の建設が求められていた。同年に福岡城跡の丘と共に天王社刀剣の森が岡山県指定郷土記念物になったことでこの動きは勢いを増し、7月には歴史民俗資料館建設推進委員会が設置された。国と県から受けつつ、建設計画を進めた他、建設資金募金委員会を発足させて募金活動を行った。昭和57年（1982年）8月に着工し、敷地2,758平方メートル、鉄筋コンクリート2階建て、延べ面積666平方メートルの施設が造られた。日本全国で初めての刀剣の常設展示が行われる公立博物館として建設された。
以下、長船博物館建築資金の大まかな内訳を示す。
| 項目         | 費用       | 項目       | 費用       |
| ------------ | ---------- | ---------- | ---------- |
| 本工事       | 14,138万円 | 国庫支出金 | 2,400万円  |
| 用地購入     | 2,482万円  | 県支出金   | 1,600万円  |
| 備品購入     | 205万円    | 起債       | 3,750万円  |
| 監督設計委託 | 420万円    | 寄付       | 6,608万円  |
| 合計         | 17,245万円 | 合計       | 17,245万円 |

昭和58年（1983年）、長船町の町立博物館として設立された。落成式は同年9月6日、オープンは9月10日となった。一階では町内で発掘された須恵器と土師器、古今の備前焼を展示した。二階では日本刀の展示が行われた。昭和59年（1984年）2月には博物館の北に鍛刀場が完成し、4月に火入れ式を行った。この頃から鍛刀の一般公開も行われた。昭和63年（1988年）3月に特産物販売所が建築された。平成10年（1998年）には、刀工の今泉竣光の工房の再現展示を行う、備前長船民俗資料館が博物館に隣接して建てられた。
2020年3月には国宝の太刀である山鳥毛を瀬戸内市が購入し、引き渡された。翌年2月には山鳥毛のバーチャル・リアリティの制作決定が報じられた。5月には文化庁、観光庁による文化施設を拠点とする観光振興の計画の15件のうち一つとして認可された。費用のうち最大3分の2は日本国からの支援が受けられ、残りは山鳥毛里帰りプロジェクトの際に集められた費用によって賄われる。瀬戸内市市長武久顕也は山鳥毛の購入をゴールではなく、今後瀬戸内市だけではなく日本全国を視野に入れた、日本刀の情報発信の拠点にしたいとの考えを述べている。2022年4月2日、タッチパネルと疑似的に手に持てる専用ゴーグルでの山鳥毛の立体映像の鑑賞が可能となった。

## 収蔵作品と展示
常時、刀剣約40口を展示するほか、刀装具や作刀・研磨工程、刀装具や備前長船の歴史などの資料を展示している。収蔵品は備前刀を中心に400口ほどとなっている。年5回程度テーマごとの展示が開催される。ルポライターの昼間たかしは2013年の著書で、近年は変わった展示が開催されているとして、2011年に開催されたアクションゲーム『戦国BASARA』のキャラクターと関連する武具の展示や、2012年に行われた『新世紀エヴァンゲリオン』のロンギヌスの槍の制作と展示について触れている。
収蔵品は『西国かたな旅』によると、地元と縁が深い刀が多いとされている。
- 太刀 無銘一文字 (号 山鳥毛)
- 刀 無銘 伝 利恒
  - 古備前の刀工である利恒の作とみなされている[13]。
- 小太刀 銘 吉房
  - 福岡一文字の刀工である吉房による一振[13]。
- 短刀 銘 備州住長船勝光 長享二年九月日／御陣作之
  - 室町時代後期の刀工の作品[13]。

## 利用情報
- 営業時間 - 9:00～17:00（入館は16:30）[2]
- 休館日 - 月曜日（祝日は開館）、祝日の翌日[11]、12月28日～1月4日、展示替え時の臨時休館[2]。
- 付帯施設
  - 備前長船刀剣工房、備前長船鍛刀場 - 刀工たちの制作の場[14]。刀匠、研師、彫金師、鞘師、塗師、柄巻師たちが集う[14]。
  - ふれあい物産館 - 日本刀の購入などが可能[14]。

### 入館料
企画内容によって、料金が異なる場合がある。
- 個人一般 : 500円[11]
- 団体(20名以上)一般 : 400円[15]
- 高大生 : 250円[15]
- 中学生以下 : 無料[15]

### 交通アクセス
- JR長船駅からタクシーで10分[2]。
- 山陽自動車道備前インターチェンジから16キロメートル（自動車で約20分）[16]。

## 周辺
- 西方寺慈眼院 - 南側に位置する菩提寺[17]。
- 造剣之古跡碑 - 徒歩5分の距離にある石碑[2]。

## 催事
- 公開古式鍛錬 - 毎月第2日曜日、それぞれ11時、14時開始[14]。
- ペーパーナイフ制作講座[18]
- 小刀制作講座[2]